# Johan Oscar Smith
Johan Oscar Smith (Fredrikstad, 11 oktober 1871 – Horten, 1 mei 1943) was een Noorse christelijke leider en oprichter van de  evangelische niet-confessionele gemeenschap die nu internationaal bekendstaat als Brunstad Christian Church. In Nederland jarenlang als de Christelijke Gemeente Nederland.

## Zijn kinder- en jeugdtijd en loopbaan
Smith werd geboren in het Noorse Fredrikstad en groeide op in een christelijk gezin. In zijn jonge jaren verhuisde hij verschillende keren. Zo woonde hij in Fredrikstad, Kristiansand en Oslo.
Na het het afronden van zijn school en een leertijd voor een horlogemaker ging hij als 15-jarige naar zee. Op zijn zeventiende trad hij toe tot de Noorse marine, waar hij veertig jaar diende. Smith voltooide zes jaar militaire training, studeerde af als beste van zijn klas en bereikte de rang van Meester onderofficier.
Smith trouwde in 1902 met Pauline Pedersen. Samen kregen ze zes kinderen.
De achternaam "Smith" is niet Noors. De vader van Smith is geboren als Christian Johannessen, veranderde zijn naam in Christian Johannessen Smith (voordat Johan Oscar werd geboren) ter voorbereiding op emigratie naar Australië of Nieuw-Zeeland. Ze zijn nooit geëmigreerd, maar de nieuwe naam bleef in de familie.

## Kerkelijk leiderschap en bediening
Na het bijwonen van een methodistische kerkdienst, beleefde Smith een bekering op 17 mei 1898, terwijl hij wachtdienst had aan boord van de monitor Thor. Vanaf dat moment woonde Smith regelmatig methodistendiensten bij en hield later eigen bijeenkomsten met kleine groepjes jonge mensen. Smith verliet al snel de methodisten, nadat hij zag dat geen van de gelovigen die hij kende zijn ernst begreep bij het nastreven van heiliging, aangezien dit over het algemeen niet de focus was van de reguliere christelijke leer. In de daaropvolgende jaren kreeg hij gezelschap van zijn jongere broer Aksel en in 1908 van Elias Aslaksen, toen een marine-cadet.
Tijdens de Eerste Wereldoorlog werden Smith en Aslaksen ingezet om te patrouilleren langs de westkust van Noorwegen op het Noorse marineschip Sleipner. Als ze aan wal waren, hielden ze waar mogelijk bijeenkomsten, voor mensen die belangstelling voor Smiths boodschap deelden. Deze groep groeide uit tot wat nu officieel bekend staat als Brunstad Christian Church. Smith omschreef de beweging zelf als "een vrije groep mensen zonder naam en zonder enige menselijke organisatie". Dienovereenkomstig heeft de Brunstad Christian Church nooit een ledenadministratie bijgehouden. Na de dood van Smith werd Elias Aslaksen een leidende figuur in de beweging en nam hij de algehele verantwoordelijkheid ervoor tot aan zijn dood in 1976. Tegenwoordig heeft Brunstad Christian Church naar schatting 40.000 aanhangers en kerken in 65 landen over de hele wereld. Het is de enige belangrijke internationale religieuze beweging die in Noorwegen is opgericht.
Smith werkte aan het blootleggen van wat hij geloofde als wijdverbreide oppervlakkigheid en hypocrisie in reguliere denominaties. Hij had geen theologische opleiding maar nam een praktische en letterlijke kijk op de Schrift en predikte over leven in gehoorzaamheid eraan en "wandelen in het licht dat God geeft". Zijn belangrijkste thema's waren volledige overwinning op de zonde, herschepping door heiliging en de opbouw van "Christus' lichaam" (de Kerk) op aarde. Smith was compromisloos in zijn boodschap en geloof, waardoor hij in de eerste jaren van zijn werk grotendeels alleen stond.

## Oppositie
Smith stuitte op aanzienlijke tegenstand van reguliere confessionele kerken in Noorwegen. Aan het begin van de 20e eeuw was er in Noorwegen een toenemende belangstelling voor de doop met de Heilige Geest. Smith maakte zelf zo'n doop mee in 1900. Smith besteedde in zijn leer veel aandacht aan gehoorzaamheid aan de Geest. In de overtuiging dat het allen door gehoorzaamheid mogelijk is om gereinigd te worden van inwonende zonde en daardoor deel te krijgen aan een steeds groter deel van de christelijke deugden. Hij vond dat anderen de nadruk legden op de ervaring van het ontvangen van de Geest, maar minder geïnteresseerd waren in een leven van gehoorzaamheid aan de Heilige Geest. In de eerste jaren van zijn bediening sprak en schreef hij hier regelmatig over, wat leidde tot kritiek op Smith zelf en de nieuwe beweging in het algemeen, niet in de laatste plaats van de toen opkomende pinksterbeweging onder leiding van Thomas Ball Barratt.

## Overlijden
Smith overleed in zijn huis in Horten aan een hartaanval 's ochtends vroeg op 1 mei 1943. Zijn laatste woorden waren: "Ja, Lof en Dank", toen hij eerder die avond naar bed ging. De begrafenis van Smith was verreweg de grootste in Horten, ondanks de strenge reisbeperkingen die van kracht waren vanwege de Duitse bezetting van Noorwegen. Een van de zonen van Smith, Aksel Johan Smith, vertelde dat hij zijn vader nooit onrustig of ongeduldig had gezien.

## Gepubliceerde werken
Smith was een productief schrijver. Hij schreef veel gedichten, liederen en een aantal boeken, honderden artikelen en heel veel brieven aan familie en vrienden. Ongeveer 280 brieven die tussen 1898 en 1943 zijn geschreven, voornamelijk aan zijn broer Aksel en Elias Aslaksen, werden door Skjulte Skatters Forlag gepubliceerd in het boek Brieven van Johan O. Smith. Het boek is in vele talen vertaald. Smith schreef ook een korte toelichting op de brief aan de Efeziërs.
- Bibsys: 90616564
- Gemeinsame Normdatei: 118835971
- International Standard Name Identifier: 0000 0003 7448 4573
- Nederlandse Thesaurus van Auteursnamen: 14978984X
- Virtual International Authority File: 25399611